# Гаджи Мухаммед Али Ширвани
Гаджи Мухаммед Али Ширвани (азерб. Hacı Məhəmmədəli Şirvani), Гаджи Мухаммед Али Ахунд Искендер оглы (литературный псевдоним Фани; ок. 1783, Шемахы — ?) — азербайджанский учёный, путешественник, историк, философ, просветитель и поэт. Брат Гаджи Зейнлабдина Ширвани.
Его семья в 1785 году переехала в город Кербела. Гаджи Мухаммедали Ширвани получил образование в Кербела, и в начале XIX века, приблизительно в 30-х годах путешествовал по Ближнему и Среднему Востоку, Индии и Средней Азии.
Известно 4 его произведения: «Альбурхан фишарафатул-инсан» («Доказательства о человеческом достоинстве», завершён в 1829-30 гг.), «Мофтахул-хаят» («Начало жизни») и «Хагигат- уль-хагаиг» («Истина истин», 1836-37 гг.). Эти труд учёного посвящены социально-общественной истории, культурной жизни, философской мысли, литературе, вопросам обучения и воспитания и пр. стран вышеупомянутых регионов, а произведение «Табба кимйуни» («Химическое исцеление», 1830-31 гг.) — медицине и химической науке. Также Гаджи Мухаммедали Ширвани писал стихи.
Рукописи произведений хранятся в Британской музее в Лондоне, в Центральной библиотеке Берлина, в личных библиотеках Кабула и Тегерана.